# Wydział Matematyki i Informatyki Uniwersytetu Wrocławskiego
Wydział Matematyki i Informatyki Uniwersytetu Wrocławskiego – jeden z 12 wydziałów Uniwersytetu Wrocławskiego, powstały w 1996 roku w wyniku reorganizacji Wydziału Matematyki i Fizyki i podzielenia go na wyżej wymieniony oraz Wydział Fizyki i Astronomii Uniwersytetu Wrocławskiego. Kształci studentów na dwóch podstawowych kierunkach zaliczanych do nauk ścisłych, na studiach stacjonarnych oraz niestacjonarnych.
Wydział Matematyki i Informatyki jest jednostką interdyscyplinarną. W jego ramach znajdują się 2 instytuty. Aktualnie zatrudnionych jest 122 pracowników naukowo-dydaktycznych (w tym 11 na stanowisku profesora zwyczajnego, 10 na stanowisku profesora nadzwyczajnego z tytułem, 13 profesorów uniwersyteckich ze stopniem doktora habilitowanego).
Liczna jest również grupa adiunktów. Wydział współpracuje również z emerytowanymi profesorami, których autorytet wspiera zarówno proces dydaktyczny, jak i przede wszystkim wymianę międzynarodową.
Według stanu na 2011 rok na wydziale studiuje łącznie 1340 studentów (w tym 1337 na studiach dziennych i 3 na studiach zaocznych) oraz kilkudziesięciu doktorantów, odbywających studia doktoranckie w ramach Wydziałowego Studium Doktoranckiego.

## Historia
Po przejęciu Wrocławia przez władze polskie utworzono Uniwersytet Wrocławski. Posiadał on do 1950 wraz z Politechniką Wrocławską wspólny Wydział Matematyki, Chemii i Fizyki. Od początku powstania Rada Wydziału miała uprawnienia do nadawania stopnia doktora oraz przeprowadzania procedury habilitacyjnej. W 1954 ukonstytuował się samodzielny Wydział Matematyki, Fizyki i Chemii Uniwersytetu Wrocławskiego, z którego w 1995 wydzielono Wydział Chemii, a dotychczasowy wydział przemianowano na Wydział Matematyki i Fizyki. Na tej drugiej jednostce naukowo-dydaktycznej studenci mogli pobierać naukę na takich kierunkach jak: astronomia, matematyka, fizyka i informatyka.
Ostatnia jak dotychczas reorganizacja Wydziału nastąpiła w 1996. Wydzielono wtedy Wydział Fizyki i Astronomii i utworzono nowy Wydział Matematyki i Informatyki.

## Władze Wydziału
W kadencji 2024–2028:
| Stanowisko                                                | Imię i nazwisko                   |
| --------------------------------------------------------- | --------------------------------- |
| Dziekan                                                   | prof. dr hab. Dariusz Buraczewski |
| Prodziekan ds. dydaktyki matematyki i spraw studenckich   | dr hab. Andrzej Raczyński         |
| Prodziekan ds. dydaktyki informatyki, ISIM i Data Science | dr Małgorzata Biernacka           |
| Prodziekan ds. rozwoju                                    | dr hab. Artur Jeż                 |

## Poczet dziekanów
Wydział Matematyki, Fizyki i Chemii

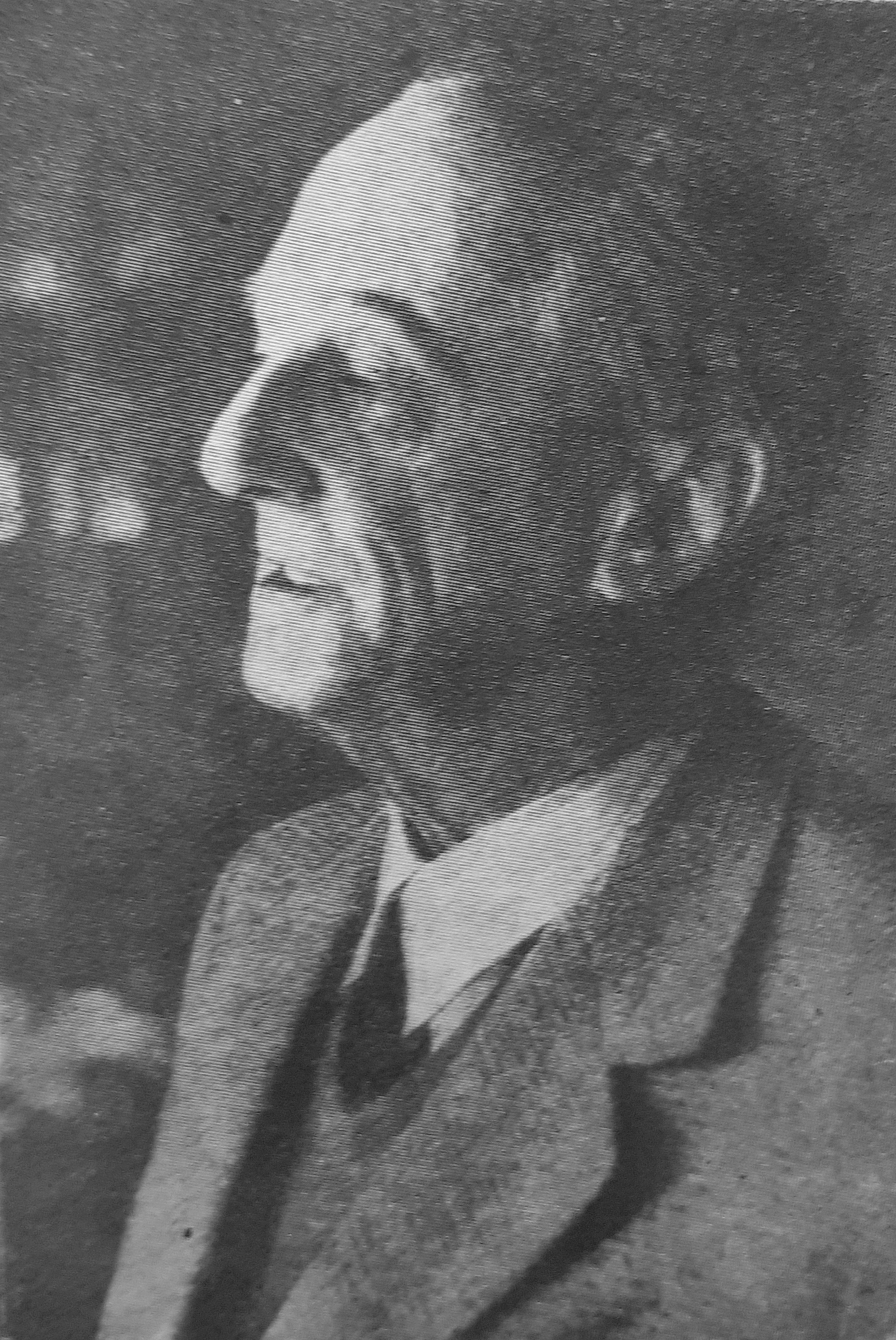
Hugo Steinhaus

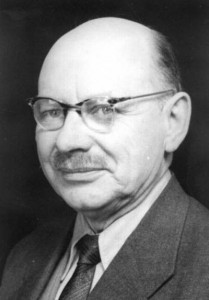
Włodzimierz Trzebiatowski

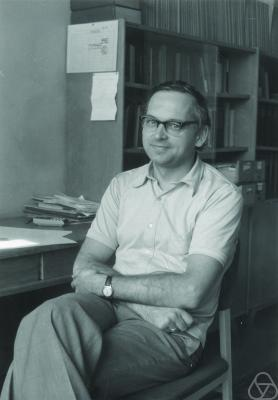
Władysław Narkiewicz

1. prof. dr hab. Hugo Steinhaus (1945–1947)
2. prof. dr hab. Eugeniusz Rybka (1947–1950)
3. prof. dr hab. Włodzimierz Trzebiatowski (1950–1951)
4. prof. dr hab. Eugeniusz Rybka (1951–1953)
5. prof. dr hab. Włodzimierz Słupecki (1953–1955)
6. prof. dr hab. Antoni Opolski (1955–1956)
7. prof. dr hab. Julian Perkal (1956–1957)
8. prof. dr hab. Bogusława Jeżowska-Trzebiatowska (1957–1962)
9. prof. dr hab. Jan Łopuszański (1963–1964)
10. prof. dr hab. Czesław Ryll-Nardzewski (1964–1966)
11. prof. dr hab. Jan Rzewuski (1966–1968)
12. prof. dr hab. Zbigniew Sidorski(inne języki) (1969–1971)
13. prof. dr hab. Lucjan Sobczyk (1971–1975)
14. prof. dr hab. Stanisław Wajda (1975–1980)
15. prof. dr hab. Jan Mozrzymas (1981–1984)
16. prof. dr hab. Roman Duda (1984–1986)
17. prof. dr hab. Władysław Narkiewicz (1986–1990)
18. prof. dr hab. Andrzej Pękalski (1990–1996)

Wydział Matematyki i Informatyki
1. prof. dr hab. Władysław Narkiewicz (1996–1999)
2. prof. dr hab. Ryszard Szwarc (1999–2002)
3. prof. dr hab. Ryszard Szekli(inne języki) (2002–2005)
4. prof. dr hab. Tomasz Rolski(inne języki) (2005–2008)
5. prof. dr hab. Piotr Biler (2008–2016)
6. prof. dr hab. Tomasz Jurdziński (2016–2024)
7. prof. dr hab. Dariusz Buraczewski (od 2024)

## Kierunki kształcenia
Wydział kształci na następujących kierunkach i specjalnościach:
- matematyka
- informatyka

Przy wydziale funkcjonuje Podyplomowe Studium Informatyki dla Nauczycieli oraz Podyplomowe Studium Matematyki z Informatyką.

Możliwe jest również podjęcie studiów III stopnia w Doktoranckim Studium Informatyki lub Doktoranckim Studium Matematyki (studia doktoranckie realizowane w Instytucie Matematycznym).
Wydział ma uprawnienia do nadawania następujących stopni naukowych:
- doktora nauk matematycznych w zakresie: matematyki, informatyki
- doktora habilitowanego w zakresie: matematyki, informatyki.

## Struktura organizacyjna

### Instytut Informatyki
Dyrektor: prof. dr hab. Jerzy Marcinkowski
- Zakład Inżynierii Oprogramowania
- Zakład Języków Programowania
- Zakład Metod Numerycznych
- Zakład Optymalizacji Kombinatorycznej
- Zakład Teorii Informatyki i Baz Danych
- Zakład Złożoności Obliczeniowej i Analizy Algorytmów
- Zakład Inteligencji Obliczeniowej
- Pracownia Grafiki Komputerowej

### Instytut Matematyczny
Dyrektor: prof. dr hab. Grzegorz Karch
- Zakład Algebry i Teorii Liczb
- Zakład Analizy Funkcjonalnej
- Zakład Analizy Matematycznej
- Zakład Geometrii
- Zakład Równań Różniczkowych
- Zakład Teorii Mnogości i Topologii
- Zakład Teorii Prawdopodobieństwa
- Zakład Statystyki
- Pracownia Dydaktyki i Popularyzacji Matematyki

## Galeria

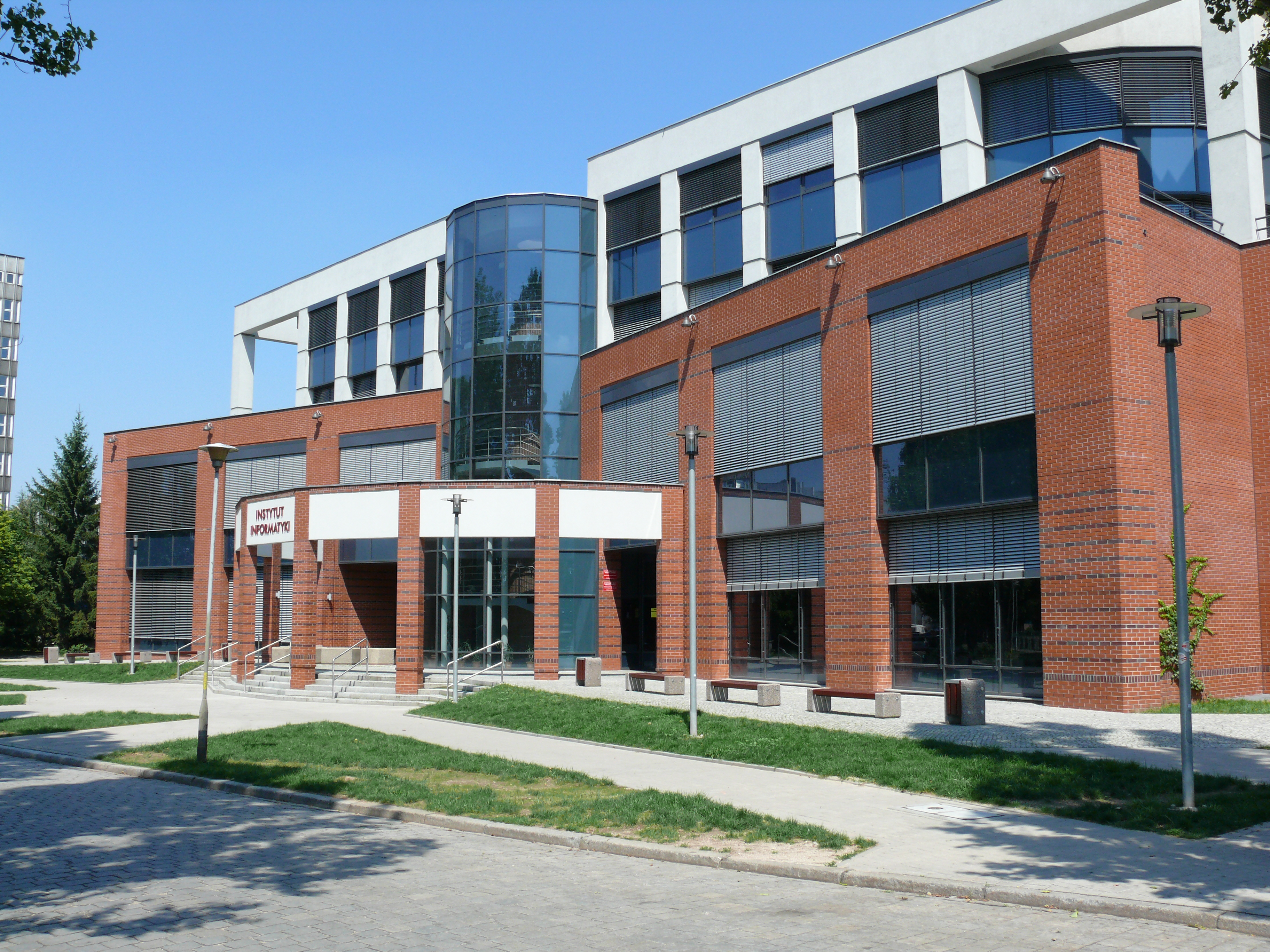
Instytut Informatyki UWr (wejście od strony Odry)
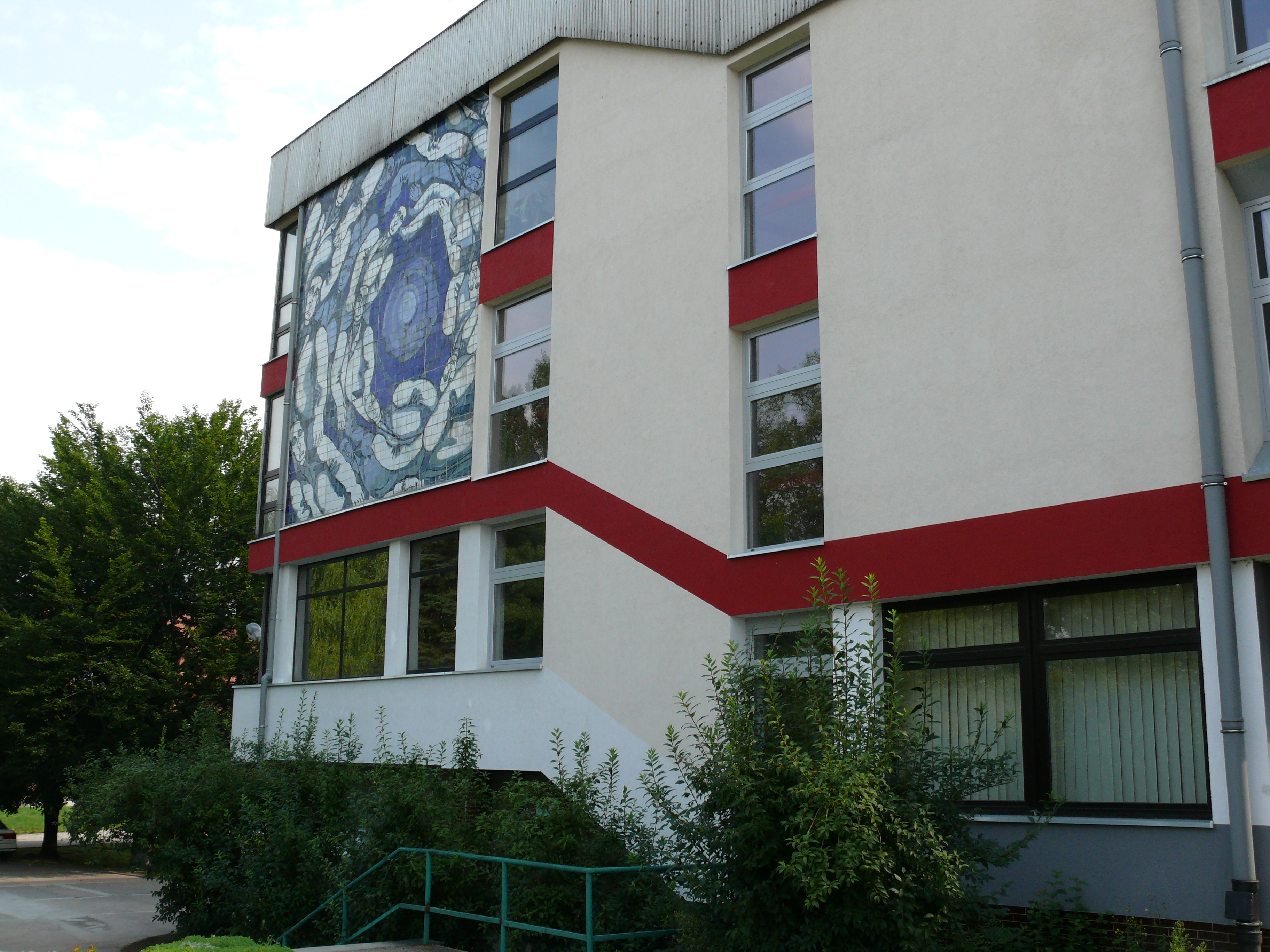
Instytut Matematyczny UWr – ściana boczna, od strony Odry, z mozaiką autorstwa Anny Szpakowskiej-Kujawskiej